# Хара-Зуха
Хара-Зуха (калм. Хар Зуух) — река в России, в Калмыкии. Длина реки — 109 км, площадь водосборного бассейна — 938 км².

## Этимология
Название балки является двусоставным. Слово калм. хар в калмыцком языке является прилагательным с основным значением «черный», однако это прилагательное также имеет значения «чисты, прозрачный». Вторая часть названия является искажением от калм. Зуух — существительного, имеющего в монгольских языках значение — со значением «печь, печка; очаг; яма для разведения огня».
Авторами статьи «Топонимы в фольклорном контексте калмыков» топоним Хар-Зуух переведен как «русло с прозрачной водой».

## Общая физико-географическая характеристика
Река берёт начало на склонах Ергенинской возвышенности на территории городского округа город Элиста (абсолютные высоты в районе истока реки — 150—180 м над уровнем моря). Устье реки расположено в Приютненском районе Республики Калмыкия у границы со Ставропольским краем в 376 км по правому берегу реки Маныч.
От истока до устья реки Большой Мергень Хара-Зуха течёт преимущественно в западном направлении, далее меняет направление на юго-западное. При этом вплоть до пруда Великого река течёт в довольно узкой и глубокой балке. Южнее посёлка Бугу река вновь меняет направление течения на юго-восточное. Южнее озера Цаган-Хаг на небольшом участке река течёт практически строго на юг, затем резко поворачивает на запад, протекая почти параллельно реке Западный Маныч. В среднем и нижнем течении река образует многочисленные меандры, значительно увеличивающие общую длину реки.
Бассейн реки охватывает площадь в 938 км². Гидрографическая сеть развита слабо. Основные его притоки — река Солёная (левый), реки Большой Мергень (правый), Хара-Булук (правый), Хара-Сала (правый), Улан-Хен (левый). На реке расположено несколько безымянных прудов и пруд Великий.
Бассейн реки отличается наибольшей засушливостью климата. Осадков здесь выпадает около 300 мм в год, а испарение, вследствие высокой летней температуры, продолжительных сухих ветров и в связи с этим малой относительной влажности воздуха, чрезвычайно большое. Вследствие этих особенностей климата роль летних осадков в питании реки невелика. Максимальный расход воды наблюдается в период весеннего половодья (февраль-май). Для реки характерна летне-осенняя межень, которая иногда прерывается дождевыми паводками.
В долине реки распространены почвы каштанового типа почвообразования, нередко солонцеватые и засоленные, а также комплексы этих почв с солонцами.

## Населённые пункты
Район, прилегающий к руслу реки, отличается низкой плотностью населения. В долине реки расположен лишь один населённый пункт — посёлок Бугу. Также в относительной близости от истоков реки расположен посёлок Лола. Крупные населённые пункты в долине реки отсутствуют.

## Данные водного реестра
По данным государственного водного реестра России река относится к Донскому бассейновому округу, водохозяйственный участок реки — Маныч от истока до Пролетарского гидроузла, без рек Калаус и Егорлык, речной подбассейн реки — бассейн притоков Дона ниже впадения Северского Донца. Речной бассейн реки — Дон (российская часть бассейна).